# Georg Merz (Theologe)
Georg Merz (* 3. März 1892 in Walkersbrunn; † 16. November 1959 in Neuendettelsau) war ein deutscher evangelisch-lutherischer Pfarrer und Dozent und Professor für Praktische Theologie in Bethel und Neuendettelsau.

## Leben
Georg Merz studierte von 1910 bis 1914 Evangelische Theologie, Philosophie, Geschichte und Pädagogik in Leipzig und Erlangen. Angeregt von den Predigten der liberalen Pfarrer Christian Geyer und Friedrich Rittelmeyer, setzte sich Merz mit den Lehren von Johannes Müller, Rudolf Steiner und Christoph Blumhardt auseinander, wobei die Vorstellungen der Religiösen Sozialisten für ihn zeitlebens Bedeutung haben sollten.
1914 wurde Merz zum Sanitätsdienst eingezogen, konnte aber 1915 das Predigerseminar in München besuchen, wo er in engen Kontakt zum Präsidenten des Oberkonsistoriums Hermann Bezzel trat, der einen starken Eindruck bei ihm hinterließ. Nach der Ordination am 27. Februar 1916 in München war er bis 1930 im Dienst der bayerischen Landeskirche.
Zu Beginn der Weimarer Republik kam Merz unter den Einfluss der dialektischen Theologie Karl Barths. Er wurde Chef-Lektor beim Christian Kaiser Verlag, wo er von 1922 bis 1933 die von ihm gemeinsam mit Friedrich Gogarten, Karl Barth und Eduard Thurneysen gegründete Zeitschrift Zwischen den Zeiten herausgab.
Bei einem Besuch der Von Bodelschwinghschen Anstalten Bethel lernte Merz Friedrich von Bodelschwingh kennen und nahm 1930 den Ruf als Dozent für Praktische Theologie, Kirchen- und Konfessionskunde an die Theologische Schule Bethel an, wo er bis 1939 lehren sollte. Bodelschwingh wurde nach Bezzel und Barth die dritte große Persönlichkeit, die bleibende Wirkung bei Merz hinterließ. Während seiner Zeit in Bethel kam er mit dem hiesigen Luthertum in Berührung, das aus der Erweckungsbewegung in Minden-Ravensberg entsprungen ist. Dadurch wendete er sich immer mehr einer bekenntnisbestimmten lutherischen Theologie zu, was ihn in zunehmende Distanz zu Karl Barth brachte.
1937 gehörte er zu denen, die Die Erklärung der 96 evangelischen Kirchenführer gegen Alfred Rosenberg wegen dessen Schrift Protestantische Rompilger unterzeichneten.
Nach seinem unfreiwilligen Abbruch der Lehrtätigkeit 1939 war Merz Pfarrer an der Zionskirche in Bethel und Leiter des Katechetischen Amtes der westfälischen Bekennenden Kirche. Ab 1942 wirkte er als Dekan in Würzburg, wo er am Ende des Zweiten Weltkriegs die Zerstörungen unter anderem der evangelischen Kirchen St. Stephan und St. Johannes sowie der Inneren Mission miterlebte.
Bereits 1945 berufen, wurde er 1946 Rektor des von ihm begründeten Pastoralkollegs in Neuendettelsau. 1947 war er Mitbegründer der Augustana-Hochschule am gleichen Ort. Von 1951 bis 1957 lehrte er an dieser kirchlichen Hochschule als Professor Praktische Theologie, Reformationsgeschichte, Kirchengeschichte der Neuzeit und theologische Enzyklopädie. In diesem letzten Lebensabschnitt bestand sein großes Interesse darin, im Sinne Löhes die Institutionen der Diakonie, Mission, Gemeinde und theologischen Lehre in Neuendettelsau zu verbinden.

## Schriften (Auswahl)
- Religiöse Ansätze im modernen Sozialismus. 2. Auflage, München 1919.
- Der vorreformatorische Luther, München 1926.
- Kirchliche Verkündigung und moderne Bildung, München 1931.
- Freiheit und Zucht. Die reformatorische Lehre von der Freiheit in ihrer Bedeutung für die Erziehung, München 1932.
- Glaube und Politik im Handeln Luthers, München 1933.
- Amt und Gemeinde (= Bekennende Kirche, Heft 26), München 1935.
- Evangelisch-lutherische Kirche Deutschlands (= Bekennende Kirche, Heft 31), München 1935.
- Die lutherische Liturgie und das Gebet der kämpfenden Kirche (= Bekennende Kirche, Heft 48), München 1937.
- Vater Bodelschwinghs Anteil an der Theologie seiner Zeit, Bethel 1938.
- als Hrsg.: Herrn Landesbischof D. Meiser zum 70. Geburtstag als Gruß dargebracht von der Augustana-Hochschule und dem Nürnberger Predigerseminar, München 1951.
- Priesterlicher Dienst im kirchlichen Handeln, München 1952.
- Das bayerische Luthertum, München 1955.
- Um Glauben und Leben nach Luthers Lehre. Ausgewählte Aufsätze. Eingeleitet und hrsg. von Friedrich Wilhelm Kantzenbach, München 1961.
- Wege und Wandlungen. Erinnerungen aus der Zeit von 1892–1922. Nach seinem Tode bearb. von Johannes Merz, München 1961.
- Der Pfarrer und die Predigt. Eingeleitet und hrsg. von Friedrich Wilhelm Kantzenbach, München 1992.